# NGC 646-2
NGC 646-2 (другие обозначения — ESO 80-2, VV 443, AM 0135-650, PGC 6014) — галактика в созвездии Южная Гидра.
Этот объект не входит в число перечисленных в оригинальной редакции «Нового общего каталога» и был добавлен позднее.
Взаимодействует с галактикой NGC 646-1. Разница лучевых скоростей между этими двумя галактиками составляет более 1000 км/с, поэтому, вероятно, их взаимодействие будет недолгим.